# Décès en mai 2025
Décès
- 2021
- 2022
- 2023
- 2024
- 2025
- 2026
- 2027
- 2028
- 2029

Pour une information complémentaire, voir la page d'aide.

| Date              | Nom                            | Activités | Âge   | Source                         |
| ----------------- | ------------------------------ | --- | ----- | ------------------------------ |
| 31 mai            | Stanley Fischer                | Économiste israélo-américain.                                                                                                | 81    | (en)                           |
| 31 mai            | Cécile Helleu                  | Publicitaire, écrivaine et artiste française.                                                                                | -     |                                |
| 31 mai            | Irois Léger                    | Journaliste canadien. | 57    |                                |
| 31 mai            | Mike McCallum                  | Boxeur jamaïcain. | 68    | (en)                           |
| 30 mai            | Étienne-Émile Baulieu          | Médecin et biologiste français.                                                                                              | 98    |                                |
| 30 mai            | Prentis Hancock                | Acteur britannique. | 83    | (en)                           |
| 30 mai            | Tōji Kamata                    | Universitaire japonais. | 74    | (en)                           |
| 30 mai            | James Hector MacDonald         | Prélat catholique canadien.                                                                                                  | 100   | (en)                           |
| 30 mai            | Valerie Mahaffey               | Actrice américaine. | 71    | (en)                           |
| 30 mai            | Katarina Mazetti               | Journaliste et écrivaine suédoise.                                                                                           | 81    | (sv)                           |
| 30 mai            | Red Pedersen                   | Homme politique canadien. |       | (en)                           |
| 30 mai            | Suzanna Rosander               | Soprano franco-néerlandaise.                                                                                                 | 81    |                                |
| 30 mai            | Paul Bernd Spahn               | Économiste allemand. | 85    | (de)                           |
| 30 mai            | Loretta Swit                   | Actrice américaine. | 87    | (en)                           |
| 30 mai            | Renée Victor                   | Actrice américaine. | 86    | (en)                           |
| 29 mai            | Alf Clausen                    | Compositeur de musique américain.                                                                                            | 84    | (en)                           |
| 29 mai            | Ludo Dierckxsens               | Coureur cycliste belge. | 60    |                                |
| 29 mai            | Juan Manuel Eguiagaray         | Homme politique espagnol. | 79    | (en)                           |
| 29 mai            | Susann McDonald                | Harpiste et pédagogue américaine.                                                                                            | 90    | (en)                           |
| 29 mai            | Vreni Spoerry                  | Femme politique suisse. | 87    |                                |
| 29 mai            | Alfred Stingl                  | Homme politique autrichien.                                                                                                  | 86    | (de)                           |
| 29 mai            | Tamás Vető                     | Chef d'orchestre et chef de chœur hongrois puis danois.                                                                      | 90    | (da)                           |
| 28 mai            | Al Foster                      | Batteur américain. | 82    | (en)                           |
| 28 mai            | Salman Hashimikov              | Catcheur (lutteur professionnel) soviétique.                                                                                 | 72    | (ru)                           |
| 28 mai            | Per Nørgård                    | Compositeur danois. | 92    | (da)                           |
| 28 mai            | Jacques Robert                 | Juriste et universitaire français.                                                                                           | 96    |                                |
| 28 mai            | Claude Roussel                 | Artiste en art visuel canadien.                                                                                              | 94    |                                |
| 28 mai            | George E. Smith                | Scientifique et physicien américain.                                                                                         | 95    | (en)                           |
| 28 mai            | Ngugi wa Thiong'o              | Écrivain kényan. | 87    |                                |
| 27 mai            | Kepa Amuchastegui              | Acteur colombien. | 83    | (es)                           |
| 27 mai            | Ed Gale                        | Acteur américain. | 61    | (en)                           |
| 27 mai            | Claudio Michelotto             | Coureur cycliste italien. | 82    | (it)                           |
| 27 mai            | Idriss Ngari                   | Homme politique gabonais. | 79    |                                |
| 27 mai            | Jean Tiberi                    | Magistrat et homme politique français.                                                                                       | 90    |                                |
| 27 mai            | Juan Ramón Verón               | Footballeur international argentin.                                                                                          | 81    | (es)                           |
| 26 mai            | Jean-Raymond Abrial            | Informaticien français. | 86    |                                |
| 26 mai            | Rick Derringer                 | Producteur, auteur-compositeur-interprète, guitariste et chanteur américain de blues et de rock.                             | 77    | (en)                           |
| 26 mai            | Ibou Faye                      | Athlète sénégalais. | 55    |                                |
| 26 mai            | Co Hoedeman                    | Réalisateur canado-néerlandais.                                                                                              | 84    |                                |
| 26 mai            | Robert Jarvik                  | Scientifique, chercheur et entrepreneur américain.                                                                           | 79    | (en)                           |
| 26 mai            | Waleed Mubarak                 | Footballeur international koweïtien.                                                                                         | 65    | (ar)                           |
| 26 mai            | Charles Rangel                 | Homme politique américain.                                                                                                   | 94    | (en)                           |
| 26 mai            | Zentani Mohammed az-Zentani    | Homme politique lybien. | 80    | (ar)                           |
| 25 mai            | Bill Asprey                    | Footballeur et entraîneur anglais.                                                                                           | 88    | (en)                           |
| 25 mai            | François Barcelo               | Publicitaire et écrivain canadien.                                                                                           | 83    |                                |
| 25 mai            | Christophe Clément             | Entraîneur français de chevaux de course.                                                                                    | 59    | (en)                           |
| 25 mai            | Gaston                         | Auteur-compositeur-interprète et professeur de musique français.                                                             | 93    |                                |
| 25 mai            | Simon House                    | Violoniste et claviériste britannique.                                                                                       | 76    | (en)                           |
| 25 mai            | Yvan Labéjof                   | Comédien de théâtre, chanteur et metteur en scène antillais français.                                                        | 87    |                                |
| 25 mai            | Hilda Lini                     | Femme politique vanuataise.                                                                                                  | 70    | (en)                           |
| 25 mai            | Igor Reitzman                  | Psychologue français. | 93    |                                |
| 25 mai            | Phil Robertson                 | Chasseur américain. | 79    |                                |
| 25 mai            | Foday Musa Suso                | Musicien gambien. | 74/75 | (en)                           |
| 25 mai            | Marie Tomášová                 | Actrice tchécoslovaque puis tchèque.                                                                                         | 96    | (cs)                           |
| 25 mai            | Harrison Ruffin Tyler          | Ingénieur chimiste, homme d'affaires et défenseur de l'environnement américain.                                              | 96    | (en)                           |
| 24 mai            | Susan Brownmiller              | Écrivaine, journaliste, féministe radicale américaine.                                                                       | 90    | (en)                           |
| 24 mai            | Peter David                    | Scénariste de comics, Écrivain américain.                                                                                    | 68    | (en)                           |
| 24 mai            | Marc Desjardins                | Parolier canadien. | 71    |                                |
| 24 mai            | Malini Fonseka                 | Actrice sri-lankaise et membre du Parlement sri-lankais.                                                                     | 78    | (en)                           |
| 24 mai            | Kiril Ivkov                    | Footballeur international bulgare, médaillé d'argent aux Jeux olympiques d'été de 1968.                                      | 78    | (bg)                           |
| 24 mai            | Valeriy Lvov                   | Boxeur soviétique, puis russe.                                                                                               | 72    | (ru)                           |
| 24 mai            | Piro Milkani                   | Acteur albanais. | 85    | (en)                           |
| 24 mai            | Marcel Ophüls                  | Réalisateur de cinéma, acteur et scénariste franco-allemand.                                                                 | 97    |                                |
| 24 mai            | Lili Rademakers                | Réalisatrice néerlandaise.                                                                                                   | 95    | (nl)                           |
| 24 mai            | Alan Yentob                    | Producteur de télévision britannique.                                                                                        | 78    | (en)                           |
| 23 mai            | Jérôme Beaujour                | Écrivain, scénariste et réalisateur français.                                                                                | 78    |                                |
| 23 mai            | Pavel Chaloupka                | Footballeur international tchèque.                                                                                           | 66    | (cs)                           |
| 23 mai            | Anne Cheynet                   | Écrivaine et poétesse française.                                                                                             | 86    |                                |
| 23 mai            | Margaret Collins Weitz         | historienne et professeure d'université américano-britannique, spécialiste de la culture française et des femmes françaises. | 95    | (en)                           |
| 23 mai            | Simone Dreyfus-Gamelon         | Ethnologue française. | 99    |                                |
| 23 mai            | Mary K. Gaillard               | Physicienne théoricienne américaine spécialisée en physique des particules.                                                  | 86    | (en)                           |
| 23 mai            | Yaqeen Hammad                  | Influenceuse et travailleuse humanitaire palestinienne.                                                                      | 11    | (en)                           |
| 23 mai            | Mohammed Lakhdar-Hamina        | Acteur, réalisateur et producteur algérien.                                                                                  | 91    |                                |
| 23 mai            | Danielle Roy                   | Romancière et actrice canadienne.                                                                                            | 79    |                                |
| 23 mai            | Sebastião Salgado              | Reporter-photographe et photographe franco-brésilien.                                                                        | 81    |                                |
| 22 mai            | Thomas Brunner                 | Homme politique suisse. | 64    | (de)                           |
| 22 mai            | Burgl Färbinger                | Skieuse alpine allemande. | 79    | (de)                           |
| 22 mai            | Amanda Feilding                | Artiste, scientifique et militante sociale anglaise pour la légalisation des drogues.                                        | 82    | (en)                           |
| 22 mai            | Éric Legrand                   | Comédien et directeur artistique français.                                                                                   | 72    |                                |
| 22 mai            | Pierre-Louis Mathieu           | Historien de l'art français.                                                                                                 | 85    |                                |
| 22 mai            | Alfredo Palacio                | Homme d'État équatorien. | 86    | (es)                           |
| 22 mai            | Pippa Scott                    | Actrice américaine. | 90    | (en)                           |
| 22 mai            | Noëlle Vincensini              | Militante politique et documentariste française.                                                                             | 98    |                                |
| 21 mai            | Marthe Cohn                    | Résistante française. | 105   |                                |
| 21 mai            | Gerry Connolly                 | Homme politique américain.                                                                                                   | 75    | (en)                           |
| 21 mai            | Françoise Cribier              | Géographe française. | 95    |                                |
| 21 mai            | Jørgen Gunnerud                | Écrivain norvégien. | 76    | (no)                           |
| 21 mai            | Jim Irsay                      | Homme d'affaires américain.                                                                                                  | 65    | (en)                           |
| 21 mai            | Alasdair MacIntyre             | Philosophe britannique. | 96    | (en)                           |
| 21 mai            | Mariano Ozores                 | Scénariste et réalisateur espagnol.                                                                                          | 98    | (es)                           |
| 21 mai            | Jiří Pernes                    | Historien et militant politique tchèque.                                                                                     | 76    | (en)                           |
| 21 mai            | Andriy Portnov                 | Avocat, conseiller et homme politique ukrainien.                                                                             | 51    |                                |
| 21 mai            | René Simard                    | Médecin et chercheur canadien.                                                                                               | 89    |                                |
| 21 mai            | Bernard Tchibambéléla          | Homme politique congolais.                                                                                                   | 78    |                                |
| 21 mai            | Billy Williams                 | Directeur de la photographie britannique.                                                                                    | 95    | (en)                           |
| 20 mai            | Nino Benvenuti                 | Boxeur italien, champion aux Jeux olympiques d'été de 1960.                                                                  | 87    | (it)                           |
| 20 mai            | Francisco de Borbón y Escasany | Banquier et membre de la famille royale espagnole.                                                                           | 81    |                                |
| 20 mai            | Leslie Dilley                  | Chef décorateur et directeur artistique britannique.                                                                         | 84    | (en)                           |
| 20 mai            | Arthur Hamilton                | Auteur-compositeur américain.                                                                                                | 98    | (en)                           |
| 20 mai            | Joan Harrison                  | Nageuse sud-africaine, championne aux Jeux olympiques d'été de 1952.                                                         | 89    | (en)                           |
| 20 mai            | Gadi Kinda                     | Footballeur international israélien.                                                                                         | 31    | (he)                           |
| 20 mai            | Richard Mapuhi                 | Joueur rugby à XV français et entraîneur de la sélection de Tahiti.                                                          | 62    |                                |
| 20 mai            | Jayant Narlikar                | Astrophysicien et cosmologiste indien.                                                                                       | 86    | (en)                           |
| 20 mai            | Alice Notley                   | Poète, dramaturge et critique d'art américaine.                                                                              | 79    | (en)                           |
| 20 mai            | Patrick O'Flynn                | Homme politique britannique.                                                                                                 | 59    | (en)                           |
| 20 mai            | Michael Roemer                 | Réalisateur et scénariste allemand naturalisé américain.                                                                     | 97    | (en)                           |
| 20 mai            | Trần Đức Lương                 | Homme d'État vietnamien, Président du Viêt Nam.                                                                              | 88    | (vi)                           |
| 20 mai            | Michael B. Tretow              | Musicien, compositeur, producteur de musique et ingénieur du son suédois.                                                    | 80    | (sv)                           |
| 20 mai            | George Wendt                   | Acteur et producteur américain.                                                                                              | 76    | (en)                           |
| 19 mai            | Aurora Clavel                  | Actrice mexicaine. | 88    | (es)                           |
| 19 mai            | Colton Ford                    | Acteur de films pornographiques gay et musicien de pop américain.                                                            | 62    | (en)                           |
| 19 mai            | John Arch Getty                | Universitaire et historien américain.                                                                                        | 74    | (en)                           |
| 19 mai            | Iouri Grigorovitch             | Danseur, chorégraphe soviétique puis russe.                                                                                  | 98    | (ru)                           |
| 19 mai            | Kathleen Hughes                | Actrice américaine. | 96    | (en)                           |
| 19 mai            | Jean Monneret                  | Peintre, lithographe et historien de l'art français.                                                                         | 102   |                                |
| 19 mai            | Jonathan Paredes               | Coureur cycliste colombien.                                                                                                  | 36    | (es)                           |
| 19 mai            | Ignacio Rodríguez              | Footballeur international mexicain.                                                                                          | 68    | (es)                           |
| 19 mai            | Christian Stoffaës             | Économiste et haut fonctionnaire français.                                                                                   | 78    |                                |
| 19 mai            | Hans Wiegel                    | Homme politique néerlandais.                                                                                                 | 83    | (nl)                           |
| 17 mai            | Michael Ledeen                 | Éditorialiste américain. | 83    | (en)                           |
| 17 mai            | Franco Merli                   | Acteur italien. | 68    | (it)                           |
| 17 mai            | Christine Olivier              | Actrice canadienne. | 81    |                                |
| 17 mai            | Elisabeth Orth                 | Actrice autrichienne. | 89    | (de)                           |
| 17 mai            | Werenoi                        | Rappeur, chanteur et auteur-compositeur-interprète français.                                                                 | 31    |                                |
| 16 mai            | Marianne Bernadotte            | Membre de la famille royale suédoise.                                                                                        | 100   | (sv)                           |
| 16 mai            | Damir Dokić                    | Entraîneur de tennis serbe.                                                                                                  | -     | (sr)                           |
| 16 mai            | Brian Glanville                | Écrivain et journaliste britannique.                                                                                         | 93    | (en)                           |
| 16 mai            | Peter Lax                      | Mathématicien américain d'origine hongroise.                                                                                 | 99    | (en)                           |
| 16 mai            | Jadwiga Rappé                  | Artiste lyrique polonaise.                                                                                                   | 73    |                                |
| 16 mai            | Gerard Soeteman                | Scénariste et réalisateur néerlandais.                                                                                       | 88    | (nl)                           |
| 16 mai            | Jan Terlouw                    | Universitaire, écrivain et homme politique néerlandais.                                                                      | 93    | (de)                           |
| 15 mai            | Luigi Alva                     | Ténor péruvien. | 98    |                                |
| 15 mai            | Angeline Solange Bonono        | Écrivaine, actrice et dramaturge camerounaise.                                                                               | 50    |                                |
| 15 mai            | Junior Byles                   | Auteur-compositeur-interprète jamaïcain.                                                                                     | 76    |                                |
| 15 mai            | Heidi Eisterlehner             | Joueuse de tennis allemande.                                                                                                 | 75    | (de)                           |
| 15 mai            | Taina Elg                      | Actrice et danseuse d'origine finlandaise et naturalisée américaine.                                                         | 95    | (en)                           |
| 15 mai            | Wilhelm Höynck                 | Diplomate et juriste allemand.                                                                                               | 91    | (de)                           |
| 15 mai            | Emmanuel Kundé                 | Footballeur international camerounais.                                                                                       | 68    |                                |
| 15 mai            | Anne Loesch                    | Écrivaine française. | 84    | Relevé des fichiers de l'Insee |
| 15 mai            | Thierry Picard                 | Joueur international français de rugby à XV.                                                                                 | 68    |                                |
| 15 mai            | Federica Ranchi                | Actrice italienne. | 86    | (it)                           |
| 15 mai            | Natalya Shikolenko             | Athlète soviétique puis biélorusse spécialiste du lancer du javelot, médaillée d'argent aux Jeux olympiques d'été de 1992.   | 60    | (ru)                           |
| 15 mai            | Charles Strouse                | Compositeur, scénariste et acteur américain.                                                                                 | 96    | (en)                           |
| 15 mai            | Dušan Vujović                  | Économiste serbe. | 73    | (sr)                           |
| 14 mai            | Daniel Bilalian                | Journaliste français. | 78    |                                |
| 14 mai            | Gérard Gouiran                 | Auteur français spécialisé dans la littérature médiévale.                                                                    | 79    |                                |
| 14 mai            | Doan Viet Hoat                 | Militant des droits de l'homme vietnamien.                                                                                   | 82    | (vi)                           |
| 14 mai            | Cornal Hendricks               | Joueur de rugby à XV et de rugby à sept international sud-africain.                                                          | 37    | (en)                           |
| 14 mai            | Jeannette Laot                 | Syndicaliste et féministe française.                                                                                         | 100   |                                |
| 14 mai            | Fadéla M'Rabet                 | Écrivaine, docteure en biologie, enseignante, femme de lettres, féministe algérienne.                                        | 90    |                                |
| 13 mai            | Murray Anderson                | Joueur canadien de hockey sur glace.                                                                                         | 75    | (en)                           |
| 13 mai            | Kit Bond                       | Juriste et homme politique américain.                                                                                        | 86    | (en)                           |
| 13 mai            | John Bryson                    | Homme politique américain.                                                                                                   | 81    | (en)                           |
| 13 mai            | Divaldo Franco                 | Médium spirite, philanthrope, auteur et conférencier brésilien.                                                              | 98    | (pt)                           |
| 13 mai            | Richard Garwin                 | Physicien nucléaire américain.                                                                                               | 97    | (en)                           |
| 13 mai            | Valeria Marquez                | Mannequin, entrepreneure et créatrice de contenu mexicaine.                                                                  | 23    | (es)                           |
| 13 mai            | Robson Mrombe                  | marathonien africain zimbabwéen.                                                                                             | 99    | (en)                           |
| 13 mai            | José Mujica                    | Homme politique uruguayen, président de l'Uruguay de 2010 à 2015.                                                            | 89    |                                |
| 13 mai            | Ramón de Pablo Marañón         | Footballeur espagnol. | 87    | (es)                           |
| 13 mai            | Michel Quétin                  | Archiviste et historien français.                                                                                            | 90    |                                |
| 13 mai            | Szvetiszláv Sasics             | Pentathlonien hongrois, médaillé de bronze aux Jeux olympiques d'été de 1976.                                                | 77    | (hu)                           |
| 13 mai            | Mohammed Sinwar                | Chef militaire palestinien.                                                                                                  | 49    | (ar)                           |
| 13 mai            | Teijiro Tanikawa               | Nageur japonais, médaillé d'argent aux Jeux olympiques d'été de 1952.                                                        | 92    | (ja)                           |
| 12 mai            | Vlastimil Hort                 | Joueur d'échecs tchécoslovaque puis allemand.                                                                                | 81    | (en)                           |
| 12 mai            | Moussa Koffoé                  | Acteur de cinéma et scénariste guinéen                                                                                       | 66/67 |                                |
| 12 mai            | Roger Lassale                  | Homme politique français. | 89    |                                |
| 12 mai            | Alla Osipenko                  | Danseuse de ballet soviétique.                                                                                               | 93    | (ru)                           |
| 12 mai            | Lorna Raver                    | Actrice américaine. | 81    | (en)                           |
| 11 mai            | Robert Benton                  | Scénariste, réalisateur et acteur américain.                                                                                 | 92    | (en)                           |
| 11 mai            | Aidan Chambers                 | Écrivain britannique. | 90    | (de)                           |
| 11 mai            | Viktor Gerachtchenko           | Économiste, homme politique russe.                                                                                           | 87    | (ru)                           |
| 11 mai            | Wilberforce Mfum               | Footballeur international ghanéen.                                                                                           | 88    |                                |
| 11 mai            | Leila Negra                    | Chanteuse et actrice allemande.                                                                                              | 95    | (de)                           |
| 11 mai            | Paddy O'Toole                  | Homme politique irlandais.                                                                                                   | 87    | (en)                           |
| 11 mai            | Sabu                           | Catcheur américain. | 60    | (en)                           |
| 11 mai            | Alena Veselá                   | Organiste tchèque. | 101   | (en)                           |
| 10 mai            | Pierre Barral                  | Historien français. | 98    |                                |
| 10 mai            | Matthew Best                   | Chanteur (basse) et chef d'orchestre britannique.                                                                            | 68    |                                |
| 10 mai            | Nina Grebechkova               | Actrice soviétique puis russe.                                                                                               | 94    | (ru)                           |
| 10 mai            | Koyo Kouoh                     | Commissaire d'exposition et conservatrice de musée suisso-camerounaise.                                                      | 57    |                                |
| 9 mai             | Giuseppe Basini                | Physicien et homme politique italien.                                                                                        | 78    | (it)                           |
| 9 mai             | Nadja abd el Farrag            | Animatrice de télévision, chanteuse allemande.                                                                               | 60    | (de)                           |
| 9 mai             | Charlotte Dravet               | Neuropédiatre, épileptologue et pédopsychiatre française.                                                                    | 88    |                                |
| 9 mai             | Margot Friedländer             | Écrivaine et résistante allemande.                                                                                           | 103   |                                |
| 9 mai             | Maria Koleva                   | Réalisatrice française. | 84    |                                |
| 9 mai             | Kim Yeong-hyeon                | Romancier, poète et éditeur sud-coréen.                                                                                      | 70    | (ko)                           |
| 9 mai             | Dragan Labović                 | Basketteur serbe. | 38    | (bs)                           |
| 9 mai             | Régent Lacoursière             | Nageur canadien. | 90    |                                |
| 9 mai             | Serge Mongeau                  | Médecin, écrivain et éditeur canadien.                                                                                       | 88    |                                |
| 9 mai             | Louise Trottier                | Historienne et muséologue canadienne.                                                                                        | 81    |                                |
| 8 mai             | Yaqob Beyene                   | Professeur, traducteur, bibliothécaire, spécialiste en langues sémitiques éthiopien.                                         | 89    | (it)                           |
| 8 mai             | Amos Elegbe                    | Homme politique et universitaire béninois.                                                                                   | 78    |                                |
| 8 mai             | Hervé de La Martinière         | Éditeur français. | 78    |                                |
| 8 mai             | Chet Lemon                     | Joueur américain de baseball.                                                                                                | 70    | (en)                           |
| 8 mai             | Simon Mann                     | Mercenaire britannico-sud-africain.                                                                                          | 72    | (en)                           |
| 8 mai             | Qiu Xigui                      | Historien chinois. | 89    |                                |
| 8 mai             | Josaia Raisuqe                 | Joueur de rugby à XV et à sept fidjien, médaillé d'argent aux Jeux olympiques d'été de 2024.                                 | 30    |                                |
| 8 mai             | Enea Riboldi                   | Dessinateur et illustrateur italien.                                                                                         | 70    | (it)                           |
| 8 mai             | David Souter                   | Juriste américain, juge à la cour suprême (1990-2009).                                                                       | 85    | (en)                           |
| 8 mai             | Kikuo Wada                     | Lutteur japonais, médaillé d'argent aux Jeux olympiques d'été de 1972.                                                       | 74    | (ja)                           |
| 8 mai             | Yun Humyong                    | Romancier sud-coréen. | 79    | (ko)                           |
| 7 mai             | Joe Don Baker                  | Acteur américain. | 89    | (en)                           |
| 7 mai             | Frank Caprice                  | Joueur de hockey sur glace italo-canadien.                                                                                   | 63    | (en)                           |
| 7 mai             | Lucien Dällenbach              | professeur de littérature et essayiste suisse.                                                                               | 84    |                                |
| 7 mai             | DJ Hazel                       | Producteur et DJ polonais.                                                                                                   | 44    | (pl)                           |
| 7 mai             | Cleopa Msuya                   | Homme d'État tanzanien. | 94    | (en)                           |
| 7 mai             | Anthony Nunn                   | Hockeyeur sur gazon britannique, médaillé de bronze aux Jeux olympiques d'été de 1952.                                       | 97    | (en)                           |
| 7 mai             | Jacob Palis                    | Mathématicien et professeur brésilien.                                                                                       | 85    | (pt)                           |
| 7 mai             | Angelo Rinaldi                 | Écrivain et journaliste français.                                                                                            | 84    |                                |
| 7 mai             | André Rouillé                  | Universitaire, historien et théoricien de la photographie français.                                                          | 77    |                                |
| 6 mai             | André Berland                  | Historien et biographe français.                                                                                             | 84    |                                |
| 6 mai             | Valéri Chevtchouk              | Écrivain soviétique puis ukrainien.                                                                                          | 85    | (uk)                           |
| 6 mai             | Terence Etherton               | Juge et escrimeur britannique.                                                                                               | 73    | (en)                           |
| 6 mai             | Gerda Fassel                   | Sculptrice autrichienne. | 83    | (de)                           |
| 6 mai             | James Foley                    | Réalisateur et scénariste américain.                                                                                         | 71    | (en)                           |
| 6 mai             | Barry B. Longyear              | Écrivain de science-fiction américain.                                                                                       | 82    | (en)                           |
| 6 mai             | Bill McCaw                     | Joueur de rugby à XV néo-zélandais.                                                                                          | 97    | (en)                           |
| 6 mai             | Joseph Nye                     | Géopolitologue, philosophe et politologue américain.                                                                         | 88    | (en)                           |
| 6 mai             | Eckardt Opitz                  | Officier allemand et historien.                                                                                              | 86    | (de)                           |
| 6 mai             | Enrico Paolini                 | Coureur cycliste et directeur sportif italien.                                                                               | 80    | (it)                           |
| 5 mai             | Luis Galván                    | Footballeur international argentin.                                                                                          | 77    | (es)                           |
| 5 mai             | Véronique Laurent-Denieuil     | Graveuse et plasticienne française.                                                                                          |       | (it)                           |
| 5 mai             | Giuseppe Moioli                | Rameur italien, champion aux Jeux olympiques d'été de 1948.                                                                  | 97    | (it)                           |
| 5 mai             | Joan O'Brien                   | Actrice et chanteuse américaine.                                                                                             | 89    | (en)                           |
| 4 mai             | David Cope                     | Auteur, compositeur et scientifique américain.                                                                               | 83    | (en)                           |
| 4 mai             | André Foucher                  | Coureur cycliste français.                                                                                                   | 91    |                                |
| 4 mai             | André Gounelle                 | Théologien protestant français.                                                                                              | 91    |                                |
| 4 mai             | David Karako                   | Footballeur international israélien.                                                                                         | 80    | (he)                           |
| 4 mai             | Guylaine Lanctôt               | Essayiste canadienne. | 84    |                                |
| 4 mai             | Jochen Mass                    | Pilote automobile allemand.                                                                                                  | 78    | (en)                           |
| 4 mai             | Roger Meï                      | Homme politique français. | 90    |                                |
| 4 mai             | Pétros Molyviátis              | Homme politique grec. | 96    | (el)                           |
| 4 mai             | Peter McParland                | Footballeur international nord-irlandais.                                                                                    | 91    | (en)                           |
| 4 mai             | Rafael Rullán                  | Joueur espagnol de basket-ball.                                                                                              | 73    | (es)                           |
| 3 mai             | Pierre Audi                    | Metteur en scène et directeur de théâtre et d'opéra libano-britannique d'expression française.                               | 67    |                                |
| 3 mai             | Claude Masset                  | Anthropologue français. | 99    |                                |
| 3 mai             | Sajid Mir                      | Responsable paskitanais présumé du mouvement islamiste radical Lashkar-e-Toiba.                                              | 86    | (en)                           |
| 3 mai             | Steve Pepoon                   | Scénariste et producteur de télévision américain.                                                                            | 68    | (en)                           |
| 3 mai             | Paul Van Hoeydonck             | Sculpteur belge. | 99    |                                |
| 2 mai             | Alexandra Bellow               | Mathématicienne roumaine. | 89    | (en)                           |
| 2 mai             | Dara Birnbaum                  | Artiste américaine. | 78    | (en)                           |
| 2 mai             | Elisabeth Brown-Miller         | Joueuse américaine de hockey sur glace.                                                                                      | 58    | (en)                           |
| 2 mai             | Philippe Capdenat              | Compositeur et professeur français.                                                                                          | 90    |                                |
| 2 mai             | Jean-François Davy             | Réalisateur, scénariste et producteur de cinéma français.                                                                    | 79    |                                |
| 2 mai             | Harry Fritz                    | Joueur de tennis canado-américain.                                                                                           | 74    |                                |
| 2 mai             | Fidel Herrera Beltrán          | Homme politique mexicain. | 76    | (es)                           |
| 2 mai             | Hữu Ngọc                       | Écrivain vietnamien. | 106   |                                |
| 2 mai             | Adnan Kassar                   | Homme politique libanais. | 94    |                                |
| 2 mai             | George Ryan                    | Homme politique américain.                                                                                                   | 91    | (en)                           |
| 2 mai             | Roberto Shapiro                | Homme d'affaires américain.                                                                                                  | 86    | (en)                           |
| 1er mai           | Manolo el del Bombo            | Supporter de football espagnol.                                                                                              | 76    | (es)                           |
| 1er mai           | Ruth Buzzi                     | Actrice américaine. | 88    | (en)                           |
| 1er mai           | Jackson Guice                  | Dessinateur de bandes dessinées américain.                                                                                   | 63    | (en)                           |
| 1er mai           | Lidwine                        | Dessinateur français de bande dessinée.                                                                                      | 64    |                                |
| 1er mai           | Andrejs Prohorenkovs           | Footballeur international letton.                                                                                            | 48    | (lv)                           |
| 1er mai           | Jill Sobule                    | Chanteuse de pop américaine.                                                                                                 | 66    | (en)                           |
| 1er mai           | Marie Vaislic                  | Survivante française des camps de concentration.                                                                             | 94    |                                |
| 1er mai           | Tashi Wangdi                   | Homme politique tibétain. | 78    | (en)                           |
| 1er mai           | David Woodfield                | Footballeur anglais. | 81    | (en)                           |
| date indéterminée | Michael Allaby                 | Lexicographe, éditeur, journaliste, linguiste, acteur et écrivain britannique.                                               | 91    | (en)                           |
| date indéterminée | René Bonora                    | Footballeur international cubain.                                                                                            | 73    | (es)                           |
| date indéterminée | Pasquale Costanzo              | Professeur italien. | 77    | (it)                           |
| date indéterminée | Peniamina Leavaise’eta         | Homme politique samoan. | 82    | (en)                           |
| date indéterminée | Derek Reffell                  | Homme politique et militaire britannique.                                                                                    | 96    | (en)                           |